# Sportåret 1962

## Händelser

### Idrott och samhälle
- Chilensk rodeo blir officiell nationalsport i Chile

### Amerikansk fotboll
- Green Bay Packers besegrar New York Giants med 16–7   i  NFL-finalen.
- Dallas Texans besegrar Houston Oilers med 20–17  i AFL-finalen.

### Bandy
- 18 februari – Edsbyns IF blir svenska mästare genom att finalbesegra IK Sirius med 3–2 på Stockholms stadion.[1][2]

### Baseboll
- 16 oktober – American League-mästarna New York Yankees vinner World Series med 4-3 i matcher över National League-mästarna San Francisco Giants.[3]

### Basket
- 18 april – Boston Celtics vinner NBA-finalserien mot Los Angeles Lakers.[4]
- 29 september – Sovjet vinner damernas Europamästerskap genom att finalslå Ungern med 63–46 i Mulhouse.[5]

### Bordtennis
- Hans Alsér blir europamästare i herrsingel genom att i finalen besegra E. Arndt, Frankrike.

### Boxning
- Sonny Liston blir ny världsmästare i tungviktsboxning genom att besegra Floyd Patterson i en titelmatch.

### Cykel
- Franco Balmamion, Italien vinner Giro d'Italia
- Jacques Anquetil, Frankrike vinner Tour de France för tredje gången
- Rudi Altig, Tyskland vinner Vuelta a España

### Fotboll
- 21 januari – Etiopien vinner afrikanska mästerskapet i Etiopien genom att besegra Egypten med 4–2 i finalen i Addis Abeba.[6]
- 2 maj – SL Benfica vinner Europacupen för mästarlag genom att besegra Real Madrid i finalen med 5–2 på Olympiastadion i Amsterdam.[7]
- 5 maj – Tottenham Hotspur FC vinner FA-cupfinalen mot Burnley FC med 3–1 på Wembley Stadium.[8]

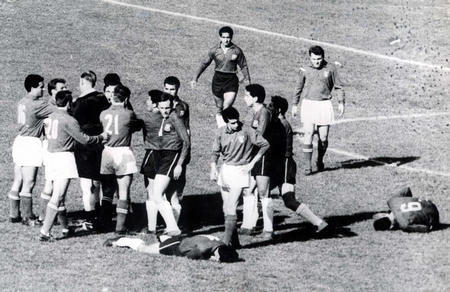
Chile besegrar Italien i gruppspelet i VM.

- 17 juni – Brasilien försvarar sin VM-titel genom att i finalen besegra Tjeckoslovakien med 3–1 i Santiago de Chile.[9]
- 5 september – Atlético Madrid vinner Europeiska cupvinnarcupen genom att besegra AC Fiorentina i finalerna.[7]
- 12 september – Valencia CF vinner Mässcupen genom att besegra FC Barcelona i finalerna.[7]
- Okänt datum – Josef Masopust, Tjeckoslovakien, utses till Årets spelare i Europa.

#### Ligasegrare / resp. lands mästare
- Belgien – RSC Anderlecht
- England – Ipswich Town FC
- Frankrike – Stade de Reims
- Italien – AC Milan
- Nederländerna – Feyenoord
- Skottland – Dundee FC
- Spanien – Real Madrid CF
- Sverige – IFK Norrköping
- Västtyskland – 1. FC Köln

### Friidrott
- 31 december – Hamoud Ameur, Frankrike vinner Sylvesterloppet i São Paulo.[10]
- Eino Oksanen, Finland vinner Boston Marathon.[11]
- Owe Jonsson, Sverige tar guld på 200 meter vid Europamästerskapen i Belgrad.

### Golf

#### Herrar
- The Masters vinns av Arnold Palmer, USA
- US Open vinns av Jack Nicklaus, USA
- British Open vinns av Arnold Palmer, USA
- PGA Championship vinns av Gary Player, Sydafrika
- Mest vunna vinstpengar på PGA-touren: Arnold Palmer, USA med $81 448

#### Damer
- US Womens Open – Murle Lindstrom, USA
- LPGA Championship – Judy Kimball, USA
- Mest vunna vinstpengar på LPGA-touren: Mickey Wright, USA med $21 641

### Handboll
- 15 juli – Rumänien blir inomhusvärldsmästare för damer genom att finalbesegra Danmark med 5–3 i Bukarest.[12]

### Ishockey
- 11 februari – Svenska mästare blir Djurgårdens IF genom serieseger före Västra Frölunda IF och Västerås IK.[13]
- 18 mars – Sverige vinner världsmästerskapet i Colorado före Kanada och USA.[14]
- 22 april – Stanley Cup vinns av Toronto Maple Leafs som besegrar Chicago Blackhawks med 4 matcher mot 2 i slutspelet.[15]
- 8 november – Svenskt publikrekord för ishockey noteras då 23 192 personer på Nya Ullevi ser matchen Västra Frölunda IF–Djurgårdens IF (3–2) i Division I södra.[16]

### Konståkning
- VM
- Herrar – Donald Jackson, Kanada
- Damer – Sjoukje Dijkstra, Nederländerna
- Paråkning – Maria Jelinek & Otto Jelinek, Kanada

### Motorsport

#### Formel 1
- 29 december – Världsmästare blir Graham Hill, Storbritannien.

#### Motocross
- Rolf Tibblin, Sverige blir världsmästare i 500cc-klassen på en Husqvarna.
- Torsten Hallman, Sverige blir världsmästare i 250cc-klassen på en Husqvarna.

#### Rally
- Erik Carlsson vinner Monte Carlo-rallyt och RAC-rallyt med en Saab 96.
- Ewy Rosqvist-von Korff och Ursula Wirth vinner Argentinas landsvägsrally med en Mercedes-Benz 220SE.

#### Sportvagnsracing
- Den italienska biltillverkaren Ferrari vinner sportvagns-VM.
- Olivier Gendebien och Phil Hill vinner Le Mans 24-timmars med en Ferrari 330 TRI/LM.

### Simning

#### EM
- Vid EM i simning uppnådde svenska simmare följande resultat:
  - 100 m frisim, herrar – 2 Per Ola Lindberg
  - 400 m frisim, herrar – 2. Hans Rosendahl
  - Lagkapp 4 x 100 m frisim, herrar – 3. Sverige
  - Lagkapp 4 x 200 m frisim, herrar – 1. Sverige
  - 400 m frisim, damer – 3. Elisabeth Ljunggren

### Skidor, alpint

#### Herrar
- VM
  - Slalom
- 1 Charles Bozon, Frankrike
- 2 Guy Périllat, Frankrike
- 3 Gerhard Nenning, Österrike
  - Storslalom
- 1 Egon Zimmermann, Österrike
- 2 Karl Schranz, Österrike
- 3 Martin Burger, Österrike
  - Störtlopp
- 1 Karl Schranz, Österrike
- 2 Emile Viollat, Frankrike
- 3 Egon Zimmermann, Österrike
  - Kombination
- 1 Karl Schranz, Österrike
- 2 Gerhard Nenning, Österrike
- 3 Ludwig Leitner, Västtyskland
- SM
  - Slalom vinns av Tore Grahn, Tärna IK Fjällvinden.  Lagtävlingen vinns av Malmbergets AIF.
  - Storslalom vinns av Olle Rohlén, Åre SLK.  Lagtävlingen vinns av Tärna IK Fjällvinden.
  - Störtlopp vinns av Lars Mattsson, Malmbergets AIF. Lagtävlingen vinns av Östersund-Frösö SLK

#### Damer
- VM
  - Slalom
- 1 Marianne Jahn, Österrike
- 2 Marielle Goitschel, Frankrike
- 3 Erika Netzer, Österrike
  - Storslalom
- 1 Marianne Jahn, Österrike
- 2 Erika Netzer, Österrike
- 3 Joan Hannah, USA
  - Störtlopp
- 1 Christl Haas, Österrike
- 2 Pia Riva, Italien
- 3 Barbara Ferries, USA
  - Kombination
- 1 Marielle Goitschel, Frankrike
- 2 Marianne Jahn, Österrike
- 3 Erika Netzer, Österrike
- SM
  - Slalom vinns av Vivi-Anne Wassdahl, Östersund-Frösö SLK. Lagtävlingen vinns av Östersund-Frösö SLK.
  - Storslalom vinns av Vivi-Anne Wassdahl, Östersund-Frösö SLK. Lagtävlingen vinns av Östersund-Frösö SLK.
  - Störtlopp vinns av Kathinka Frisk, Djurgårdens IF. Lagtävlingen vinns av Östersund-Frösö SLK.

### Skidor, längdåkning

#### Herrar
- 4 mars – Janne Stefansson, Sälens IF vinner Vasaloppet.[17]

- VM
  - 15 km
- 1 Assar Rönnlund, Sverige
- 2 Harald Grønningen, Norge
- 3 Einar Østby, Norge
  - 30 km
- 1 Eero Mäntyranta, Finland
- 2 Janne Stefansson, Sverige
- 3 Giulio de Florian, Italien
  - 50 km
- 1 Sixten Jernberg, Sverige
- 2 Assar Rönnlund, Sverige
- 3 Kalevi Hämäläinen, Finland
  - Stafett 4 x 10 km
- 1 Sverige
- 2 Finland
- 3 Sovjetunionen
- SM
  - 15 km vinns av Assar Rönnlund, IFK Umeå. Lagtävlingen vinns av Sälens IF.
  - 30 km vinns av Sture Grahn, Lycksele IF. Lagtävlingen vinns av Sälens IF.
  - 50 km vinns av Assar Rönnlund, IFK Umeå. Lagtävlingen vinns av Sälens IF.
  - Stafett 3 x 10 km vinns av IFK Umeå med laget  Tord Karlsson, Birger Åström och Assar Rönnlund .

#### Damer
- VM
  - 5 km
- 1 Alevtina Koltjina, Sovjetunionen
- 2 Ljubov Baranova, Sovjetunionen
- 3 Maria Gusakova, Sovjetunionen
  - 10 km
- 1 Alevtina Koltjina, Sovjetunionen
- 2 Maria Gusakova, Sovjetunionen
- 3 Radja Jerosjina, Sovjetunionen
  - Stafett 4 x 5 km
- 1 Sovjetunionen
- 2 Sverige
- 3 Finland
- SM
  - 5 km vinns av Toini Gustafsson, IFK Likenäs. Lagtävlingen vinns av Älvdalens IF.
  - 10 km vinns av Toini Gustafsson, IFK Likenäs. Lagtävlingen vinns av Edsbyns IF.
  - Stafett 3 x 5 km vinns av Edsbyns IF med laget  Gun Ädel,  Alice Eriksson och Britt Strandberg .

### Skidskytte

#### VM
- Herrar 20 km
  - 1 Vladimir Melanin, Sovjetunionen
  - 2 Artti Tyrväinen, Finland
  - 3 Valentin Psjenitsyn, Sovjetunionen
- Stafett 3 x 7,5 km (Inofficiell)
  - 1 Sovjetunionen (Vladimir Melanin, Valentin Psjenitsyn & Nikolaj Pusanov)
  - 2 Finland (Artti Tyrväinen, Hannu Pösti & Kalevi Huuskonen)
  - 3 Norge (Jon Istad, Olav Jordet & Harry Hermansen)

### Tennis

#### Herrar
- Tennisens Grand Slam: Rod Laver blir den andre spelaren genom tiderna som lyckas ta hem en fullständig Grand Slam under ett och samma år. Den förste var Donald Budge, USA som lyckades med bedriften 1938.
  - Australiska öppna – Rod Laver, Australien
  - Franska öppna – Rod Laver, Australien
  - Wimbledon – Rod Laver, Australien
  - US Open – Rod Laver, Australien
- 28 december – Australien vinner Davis Cup genom att finalbesegra Mexiko med 5–0 i Brisbane.[18]

#### Damer
- Tennisens Grand Slam:
  - Australiska öppna –Margaret Smith, Australien
  - Franska öppna – Margaret Smith, Australien
  - Wimbledon – Karen Susman, USA
  - US Open – Margaret Smith, Australien

### Volleyboll
- 19 april – Sverige spelar i Köpenhamn sin första herrlandskamp i volleyboll, och förlorar med 0–3 mot Finland vid nordiska mästerskapet.[19]
- 25 oktober – Sovjet blir herrvärldsmästare i Moskva före Tjeckoslovakien och Rumänien.[20]
- 26 oktober – Japan blir damvärldsmästare i Moskva före Sovjet och Polen.[21]

## Evenemang
- VM i konståkning arrangeras i Prag Tjeckoslovakien
- VM i skidskytte arrangeras i Tavastehus, Finland
- VM i skidor, nordiska grenar, arrangeras i Zakopane, Polen
- VM i skidor, alpina grenar, arrangeras i Chamonix, Frankrike
- VM i fotboll avgörs i Chile.
- EM i bordtennis anordnas i Berlin, Västtyskland
- EM i simning anordnas i Leipzig, Östtyskland

## Födda
- 12 januari – Gunde Svan, svensk skidåkare.
- 1 februari
  - Manuel Amoros, fransk fotbollsspelare.
  - José Luis Cuciuffo, argentinsk fotbollsspelare.
- 19 februari – Hana Mandliková, tjeckisk tennisspelare.
- 25 februari – Birgit Fischer, tysk kanotist.
- 2 mars – Peter Andersson, svensk ishockeyspelare.
- 3 mars – Jackie Joyner-Kersee, amerikansk friidrottare.
- 22 mars – Stefan Pettersson, svensk fotbollsspelare.
- 26 mars – John Stockton, amerikansk basketspelare.
- 10 maj – John Ngugi, kenyansk friidrottare
- 2 juni – Rolf-Göran Bengtsson, svensk ryttare.
- 12 juli – Julio César Chávez, mexikansk boxare.
- 4 augusti – Roger Clemens, amerikansk basebollspelare.
- 29 augusti – Jutta Kleinschmidt, tysk rallyförare
- 1 september – Ruud Gullit, nederländsk fotbollsspelare och tränare.
- 30 september – Frank Rijkaard, nederländsk fotbollsspelare och tränare.
- 19 oktober – Evander Holyfield, amerikansk tungviktsboxare.
- 2 november – Alan Smith, engelsk fotbollsspelare.
- 12 november – Wim Kieft, nederländsk fotbollsspelare.
- 8 december – Berry van Aerle, nederländsk fotbollsspelare.
- 23 december – Bertrand Gachot, fransk racerförare.

## Avlidna
- 5 januari – Helmer Mörner, svensk ryttare, två OS-guld.
- 24 januari – Charles Luther, svensk friidrottare, ett OS-silver.
- 12 februari – Miklós Szabados, ungersk och australisk bordtennisspelare, 15 VM-guld, sex VM-silver och två VM-brons.
- 18 februari – Erik Granfelt, svensk gymnast och dragkampare, ett OS-guld och ett OS-brons.
- 5 april – Boo Kullberg, svensk gymnast, ett OS-guld.
- 11 april – Sven Landberg, svensk gymnast, två OS-guld.
- 30 april – Axel Nordlander, svensk ryttare, två OS-guld.
- 20 maj – Nils Hartzell, svensk mästare i höjdhopp.
- 4 juli – Carl Hellström, svensk seglare, ett OS-guld och ett OS-silver.
- 7 augusti – Gustaf Lewenhaupt, svensk ryttare, ett OS-guld.
- 29 september – Owe Jonsson, svensk friidrottare, ett EM-guld

### Fotnoter
1. ↑  Erik Jonsson (12 februari 1961). ”1960–1969”. Svenska Bandyförbundet. Arkiverad från originalet den 17 mars 2020. https://web.archive.org/web/20200317215222/https://www.svenskbandy.se/BANDYFINALEN/HISTORIK/Svenskamastare/Herrar/1960-1969. Läst 18 mars 2020.
2. ↑  ”Edsbyns finalhistoria”. Edsbyns IF. 19 mars 2004. Arkiverad från originalet den 25 maj 2012. https://archive.is/20120525061618/http://www.svenskamastarna.se/news.asp?sectionID=22&itemID=214. Läst 2 september 2011.
3. ↑  ”1962 World Series” (på engelska). Baseball-Reference.com. http://www.baseball-reference.com/postseason/1962_WS.shtml. Läst 14 juli 2015.
4. ↑  ”Basketball Reference”. http://www.basketball-reference.com/leagues/NBA_1962_games.html. Läst 25 augusti 2011.
5. ↑  ”Sport Statistics”. Arkiverad från originalet den 28 maj 2012. https://web.archive.org/web/20120528084416/http://todor66.com/basketball/Europe/Women_1962.html. Läst 24 augusti 2011.
6. ↑  ”African Nations Cup 1962” (på engelska). RSSSF. http://www.rsssf.com/tables/62a.html. Läst 16 augusti 2011.
7. 1 2 3  ”European Competitions 1961-62” (på engelska). RSSSF. http://www.rsssf.com/ec/ec196162.html. Läst 16 augusti 2011.
8. ↑  ”England FA Challenge Cup 1961-1962” (på engelska). RSSSF. http://www.rsssf.com/tablese/engcup1962.html. Läst 19 augusti 2012.
9. ↑  ”World Cup 1962” (på engelska). RSSSF. http://www.rsssf.com/tables/62f.html. Läst 11 augusti 2011.
10. ↑  ”1960” (på portugisiska). Sylvesterloppet. Arkiverad från originalet den 1 mars 2014. https://web.archive.org/web/20140301030919/http://www.saosilvestre.com.br/1960. Läst 19 augusti 2012.
11. ↑  ”Boston Marathon”. Arkiverad från originalet den 27 april 2015. https://web.archive.org/web/20150427035419/http://www.baa.org/races/boston-marathon/boston-marathon-history/past-champions/past-mens-open-champions.aspx. Läst 9 april 2011.
12. ↑  ”Sport Statistics”. Arkiverad från originalet den 24 augusti 2011. https://web.archive.org/web/20110824171645/http://www.todor66.com/handball/World/Women_1962.html. Läst 23 augusti 2011.
13. ↑  ”Championnat de Suède 1961/62” (på franska). Hockey Archives. 11 februari 1962. https://www.hockeyarchives.info/Suede1962.htm. Läst 15 augusti 2011.
14. ↑  ”Championnats du monde 1962” (på franska). Hockey Archives. 18 mars 1962. https://www.hockeyarchives.info/mondial1962.htm. Läst 15 augusti 2011.
15. ↑  ”NHL 1961/62” (på franska). Hockey Archives. https://www.hockeyarchives.info/NHL1962.htm. Läst 23 mars 2020.
16. ↑  ”Publikrekord i svensk ishockey”. Svenska Ishockeyförbundet. https://www.swehockey.se/globalassets/svenska-ishockeyforbundet/historik/publikrekord.pdf. Läst 11 oktober 2011.
17. ↑  ”Historiska segrare”. Vasaloppet. Arkiverad från originalet den 22 mars 2020. https://web.archive.org/web/20200322121012/https://www.vasaloppet.se/wp-content/uploads/sites/1/2019/09/historiska_segrare_vasaloppet_sve_2019-09-18.pdf. Läst 5 september 2011.
18. ↑  ”Davis Cup”. http://www.daviscup.com/en/results/tie/details.aspx?tieId=10000667. Läst 20 augusti 2011.
19. ↑  Gustafsson, Stig. Bollsportens först och störst. Forum
20. ↑  ”Sport Statistics”. Arkiverad från originalet den 1 september 2011. https://web.archive.org/web/20110901190109/http://todor66.com/volleyball/World/Men_1962.html. Läst 24 augusti 2011.
21. ↑  ”Sport Statistics”. Arkiverad från originalet den 27 december 2015. https://web.archive.org/web/20151227011706/http://todor66.com/volleyball/World/Women_1962.html. Läst 24 augusti 2011.